# Zosterops vellalavella
Zosterops vellalavella е вид птица от семейство Zosteropidae. Видът е почти застрашен от изчезване.

## Разпространение
Видът е разпространен в Соломоновите острови.